# Banisteriopsis gardneriana
Banisteriopsis gardneriana är en tvåhjärtbladig växtart som först beskrevs av Adrien Henri Laurent de Jussieu, och fick sitt nu gällande namn av W.R. Anderson och B. Gates. Banisteriopsis gardneriana ingår i släktet Banisteriopsis och familjen Malpighiaceae. Inga underarter finns listade i Catalogue of Life.

## Bildgalleri

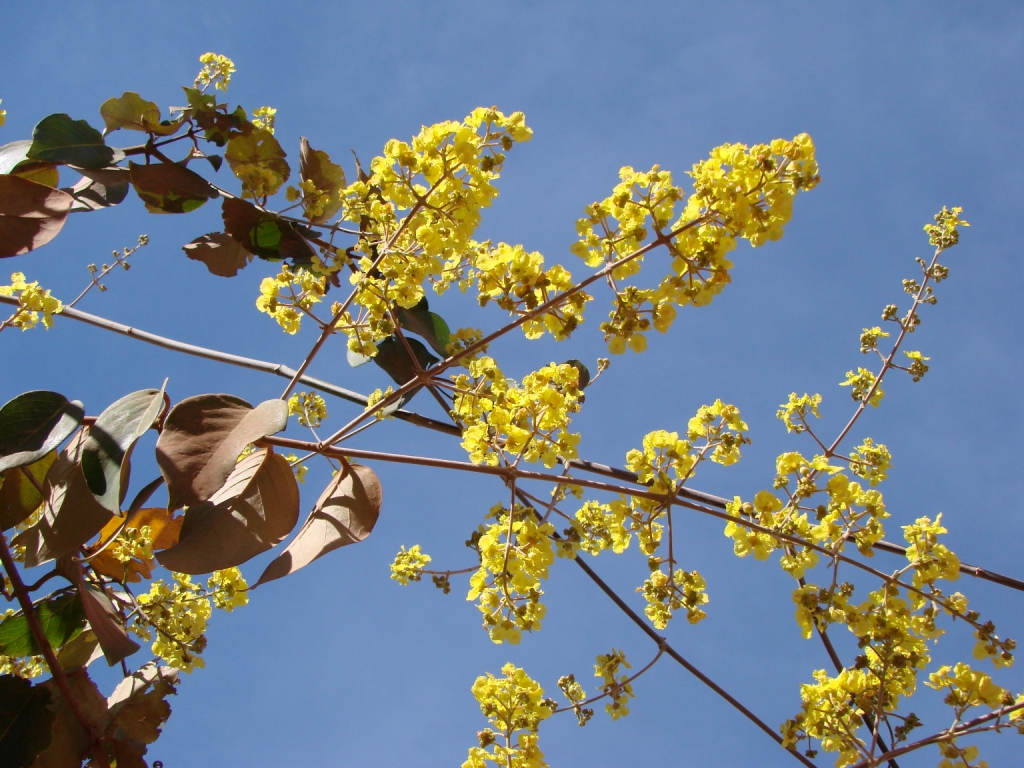